# 쓰치야마정
쓰치야마정(土山町)은 시가현 고카군에 설치되었던 정이다. 
2004년 10월 1일, 미나쿠치정, 쓰치야마정, 고카정, 고난정, 시가라키정이 합병해 고카시가 되었기 때문에 폐지되었다.

## 역사
쓰치야마슈쿠는 도카이도길이 스즈카를 넘어 오미에 국으로 들어간 최초의 역참 마을이다. 도카이도길 53차에서는 49번째에 해당한다
- 1889년 4월 1일 - 정촌제 시행과 함께 7개 촌 구역으로 쓰치야마촌이 성립하였다.
- 1916년 4월 1일 - 쓰치야마촌이 정으로 승격해 쓰치야마정이 되었다.
- 1955년 4월 1일 - 구 쓰치야마정이 오노촌, 아이가촌, 야마노우치촌과 합병해 새로운 쓰치야마정이 성립하였다.
- 2004년 10월 1일 - 미니쿠치정, 고카정, 고난정, 시가라키정과 합병해 고카시가 성립하였다. 동일 쓰치야마정은 폐지되었다.

## 교통

### 도로
- 국도 1호선